# Philodicus tenuipes
Philodicus tenuipes là một loài ruồi trong họ Asilidae. Philodicus tenuipes được Loew miêu tả năm 1858. Loài này phân bố ở vùng nhiệt đới châu Phi.